# Le Chay (Charente-Maritime)
Pour les articles homonymes, voir Le Chay.
Le Chay est une commune du Sud-Ouest de la France située dans le département de la Charente-Maritime (région Nouvelle-Aquitaine). On écrit : « commune du Chay » et non « commune de Le Chay ». Ses habitants sont appelés les Chaytais et les Chaytaises.
Localisée aux confins des grandes champagnes agricoles saintongeaises, dans la frange continentale de la côte de Beauté, cette petite bourgade ayant conservé une allure champêtre a pour atout sa grande proximité avec Saujon, petite ville en plein essor, ce qui a entraîné un accroissement du phénomène de périurbanisation.
Très attachée à la ruralité, Le Chay appartient à la sphère d'influence urbaine de Royan, principal centre économique du sud-ouest du département. L'activité économique est tournée vers le tourisme, secteur favorisé par la présence des stations balnéaires du pays royannais, ainsi que vers l'agriculture, l'artisanat et les services à la personne et aux entreprises.
Le patrimoine communal, relativement discret, est constitué par une petite église dédiée à saint Martin (XIXe siècle) et par plusieurs maisons traditionnelles saintongeaises, dites « charentaises ».
Le Chay appartient à la Communauté d'agglomération Royan Atlantique, structure intercommunale rassemblant 81 036 habitants (2013).

## Géographie

### Présentation
Le Chay est une commune rurale située au sud-ouest du département de la Charente-Maritime, dans la frange continentale de la côte de Beauté. Appartenant au Midi de la France — on parle plus précisément de « Midi atlantique », elle peut être rattachée à deux grands ensembles géographiques, le Grand Ouest français et le Grand Sud-Ouest français. Administrativement parlant, elle dépend du canton de Saujon et de l'arrondissement de Saintes. Elle subit fortement l'influence de la ville voisine de Saujon, dont elle est située dans le bassin de vie, et par extension celle de Royan, locomotive économique de cette partie du département.
La commune se trouve à 3,1 kilomètres de Corme-Écluse, 4,3 kilomètres de Saujon, 4,6 kilomètres de Semussac, 5,6 kilomètres de Médis, 6,8 kilomètres de Meursac, 7,9 kilomètres de Cozes, 9,1 kilomètres de Saint-Georges-de-Didonne, 10,7 kilomètres de Royan, 23,2 kilomètres de Saintes, 34,1 kilomètres de Rochefort, 61,3 kilomètres de la préfecture départementale, La Rochelle et 92 kilomètres de la grande métropole régionale, Bordeaux.
La commune du Chay est constituée de grandes étendues agricoles, ou « champagnes », où sont produits céréales et vignes. Ponctuées de petites collines, elles s'étendent à perte de vue jusqu'à Semussac, Cozes ou Meursac. L'agriculture est ici un secteur-clef qui participe fortement à l'identité de la commune, sa part atteignant 45,3 % en 2010 (Insee). De fait, les territoires agricoles à eux-seuls représentent 95 % du territoire communal. Les vignes de la commune appartiennent au vignoble de Cognac et sont classées dans les « Bons Bois »; elles servent à produire principalement trois types de produits : le cognac, le pineau des Charentes et le vin de pays charentais.
Le phénomène de périurbanisation, qui conduit de nombreux citadins en quête d'une meilleure qualité de vie à s'installer en périphérie des villes, conduit à un accroissement régulier de la population, particulièrement marqué depuis 1999. Cette dernière est en effet passée de 564 habitants à cette date à 728 habitants en 2010. Ce phénomène, qu'on retrouve dans nombre de communes des environs de Royan, est encore amplifié par la grande proximité de la commune avec Saujon, pôle d'équilibre majeur au sein de la Communauté d'agglomération Royan Atlantique.
Le taux de boisement est relativement faible (2 %) et se résume à quelques petits massifs : bois de la Gorce au nord du bourg, bois de la Chagnasse et du Bureau au sud, qui sont tous composés de feuillus (chênes, ormes, hêtres, etc.). La Seudre et le fossé de Chantegrenouille forment la limite nord de la commune. Son point culminant (21 mètres) se situe quant à lui au sud, au niveau du lieu-dit « Sur le Haut de Gaillot », non loin de la limite administrative avec Semussac, près du bourg de Trignac.

### Communes limitrophes
| Saujon | Saint-Romain-de-Benet |              |
| Médis  | du Chay               | Corme-Écluse |
|        | Semussac              |              |

### Voies de communication et transports

#### Voies routières
Un peu en marge des grands axes routiers de la région, la commune du Chay n'est pas pour autant enclavée et est directement reliée à plusieurs communes importantes du pays royannais par deux routes départementales et un réseau de chemins vicinaux.
Traversant le territoire communal du nord au sud, la D 117 permet de relier Saujon et Semussac, en passant par Pompierre, La Combe à Mercier et Trignac. Cette voie rectiligne appartenant au réseau primaire périurbain est utilisée par de nombreux habitants pour rejoindre leurs lieux de travail (trafic pendulaire domicile-travail). C'est une route départementale de deuxième catégorie, supportant un trafic moyen évalué entre 1000 et 3000 véhicules par jour. Elle permet également d'accéder aux grands axes départementaux : N150 (Royan-Saintes) et D 730 (Royan-Mirambeau, avec accès vers Bordeaux). Son réaménagement est en cours d'étude dans le cadre des projets structurants du réseau routier de la Charente-Maritime (2010-2030). Elle pourrait ainsi être raccordée directement à la N 150, afin de contourner le centre-ville de Saujon et de faciliter les liaisons avec les grandes agglomérations des environs, Royan bien sûr, dont elle serait un des maillons d'une grande voie de contournement (La Tremblade, Saujon, Semussac, Meschers-sur-Gironde), mais aussi Saintes, autre centre économique important.
Contournant le centre-bourg par l'ouest, la D 17 est un autre axe important, qui permet de rejoindre Saujon et Cozes, mais aussi Corme-Écluse et Grézac. Sa modernisation, également à l'étude, devrait en faire une voie majeure servant à faciliter le trafic vers le sud-est du Pays Royannais. Son recalibrage et son aménagement sont estimés à 8 millions d'euros. L'accès au centre-bourg proprement dit est possible depuis Saujon et la D 117 par la D 241 au niveau du hameau de La Combre à Mercier, en passant par La Grande Gorce et Le Mûrier.

#### Transports en commun
La commune est desservie par le réseau de transports urbains Cara'Bus qui la relie aux autres communes de l'agglomération royannaise. Inauguré le 2 janvier 2006 sous le nom « Très Royannais », il était à l'origine composé de minibus de type hybride (électrique et diesel). Exploité depuis septembre 2008 par la société Veolia Transport, il est rebaptisé « Cara'Bus » depuis lors.
La modernisation du réseau de transports urbains de l'agglomération le 5 janvier 2009 a conduit à l'achat de navettes de type Heuliez GX 127 ainsi qu'à l'accroissement du nombre de lignes régulières, passant de trois à dix, auxquelles s'ajoutent trois ligne supplémentaires en période estivale.

#### Transports aériens
L'aéroport le plus proche est celui de Rochefort-Saint-Agnant, à environ 35 kilomètres au nord. L'aéroport de La Rochelle-Île de Ré, à 60 kilomètres au nord, permet de relier quelques grandes villes françaises, comme Paris ou Lyon, ainsi que les Îles Britanniques ou l'Europe du Nord. À environ 90 kilomètres au sud-est de la commune, l'aéroport de Bordeaux - Mérignac est un aéroport international permettant des liaisons vers de nombreux pays.
L'aérodrome de Royan-Médis, à environ 15 kilomètres, est réservé à l'aviation légère.

### Climat

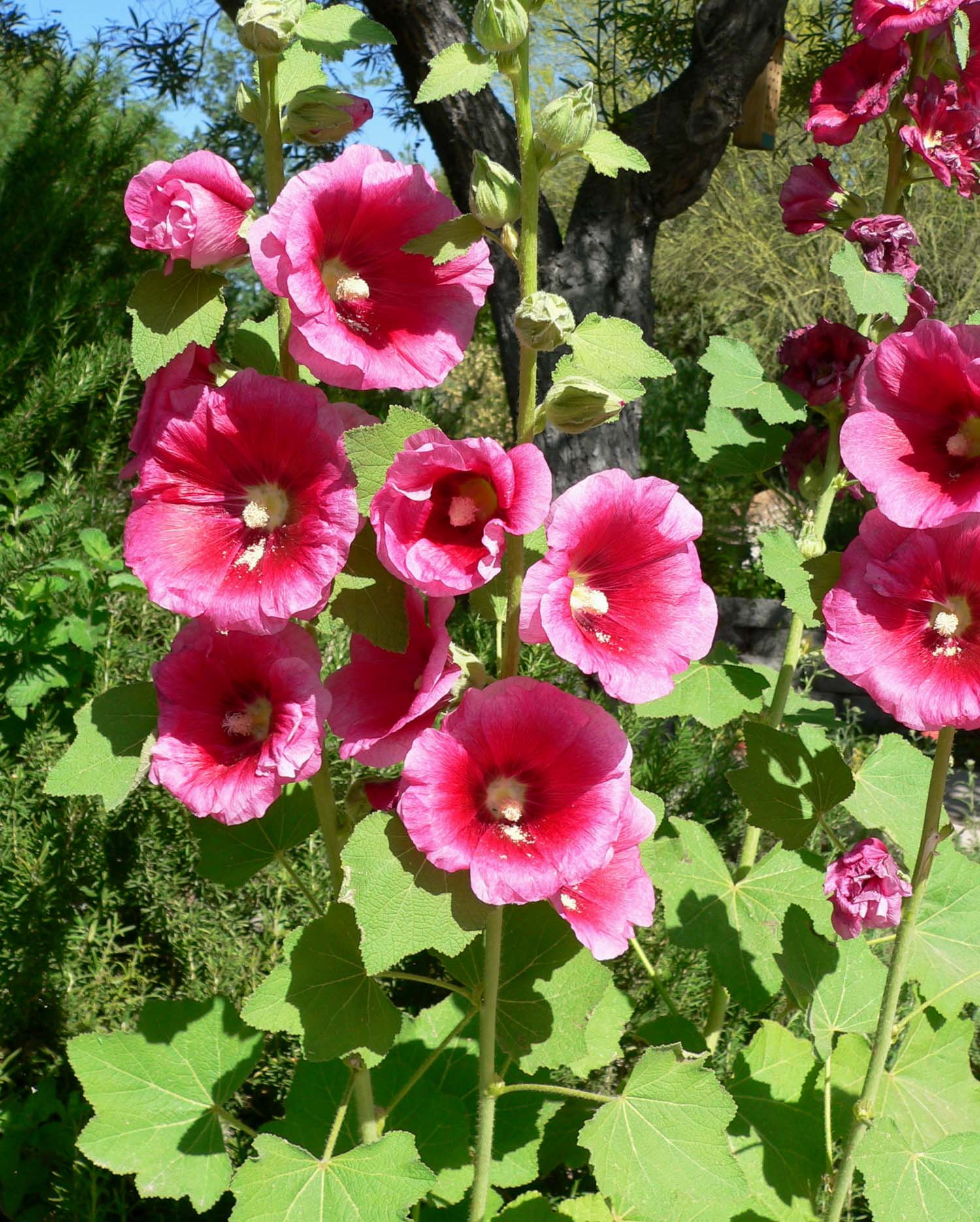
La rose trémière a trouvé dans la Saintonge et son climat particulièrement doux un terroir de prédilection.

Le climat dont bénéficie la Charente-Maritime est un climat océanique tempéré de type aquitain, marqué par un ensoleillement moyen assez important : avec 2 250 heures par an, il est comparable à celui que connaît une partie de la côte méditerranéenne. La pluviosité y est modérée, les précipitations ne dépassant pas 1 200 mm par an. Les températures, quant à elles, varient en moyenne de +5 °C en hiver à +20 °C en été.
Les régions littorales et une partie de leur frange continentale se caractérisent par un climat particulièrement doux en hiver, et rafraîchissant l'été, grâce aux influences océaniques perpétuellement en mouvement (brise marine). Ces conditions climatiques favorables, toujours soumises aux influences de l'océan Atlantique, ont favorisé un véritable micro-climat de type sub-aquitain et l'existence d'une végétation déjà méridionale. Ainsi la flore se caractérise-t-elle par la présence étonnante de lauriers roses, eucalyptus, agaves, etc.
Aux essences déjà méridionales du chêne vert (ou yeuse) et du cyste, s'ajoutent la présence de palmiers, figuiers, orangers et même oliviers. Il existe toutefois un contraste entre le littoral proprement dit, assez sec et ensoleillé et l'intérieur des terres, un peu plus humide. La pluviométrie passe ainsi de 750 mm sur le littoral à 950 mm en Haute-Saintonge.

#### Données générales
| Mois                              | jan. | fév. | mars | avril | mai  | juin | jui. | août | sep. | oct. | nov. | déc. | année |
| --------------------------------- | ---- | ---- | ---- | ----- | ---- | ---- | ---- | ---- | ---- | ---- | ---- | ---- | ----- |
| Température minimale moyenne (°C) | 3,4  | 2,8  | 5,4  | 7,4   | 10,7 | 13,7 | 15,8 | 15,7 | 13,7 | 10,5 | 6,3  | 3,9  | 9,2   |
| Température moyenne (°C)          | 5,9  | 6,9  | 8,7  | 11,1  | 14,3 | 17,5 | 19,8 | 19,6 | 17,8 | 14,2 | 9,4  | 6,6  | 12,7  |
| Température maximale moyenne (°C) | 8,5  | 9,9  | 12,1 | 14,7  | 17,9 | 21,3 | 23,8 | 23,5 | 21,8 | 18   | 12,6 | 9,2  | 16,1  |
| Ensoleillement (h)                | 84   | 111  | 174  | 212   | 239  | 272  | 305  | 277  | 218  | 167  | 107  | 85   | 2 250 |
| Précipitations (mm)               | 82,5 | 66,1 | 57   | 52,7  | 61,1 | 42,9 | 35,1 | 46,4 | 56,5 | 81,6 | 91,8 | 81,8 | 755,3 |

| Ville             | Ensoleillement · (h/an) | Pluie · (mm/an) | Neige · (j/an) | Orage · (j/an) | Brouillard · (j/an) |
| ----------------- | ----------------------- | --------------- | -------------- | -------------- | ------------------- |
| Médiane nationale | 1 852                   | 835             | 16             | 25             | 50                  |
| Le Chay           | 2250                    | 755             | 4              | 13             | 26                  |
| Paris             | 1 717                   | 634             | 13             | 20             | 26                  |
| Nice              | 2 760                   | 791             | 1              | 28             | 2                   |
| Strasbourg        | 1 747                   | 636             | 26             | 28             | 69                  |
| Brest             | 1 555                   | 1 230           | 6              | 12             | 78                  |
| Bordeaux          | 2 070                   | 987             | 3              | 32             | 78                  |

### Environnement

#### Gestion des déchets
La collecte des ordures ménagères (conteneurs verts) est effectuée deux fois par semaine, le mardi et le vendredi soir. Celle des emballages ménagers recyclables (conteneurs jaunes) est réalisée le lundi soir. Des colonnes de recyclage du verre sont disponibles en plusieurs points de la commune. Par ailleurs, une déchèterie est à disposition des habitants dans la commune voisine de Saujon. Le service est gratuit et réservé aux particuliers. Une déchèterie spécialisée est mise à disposition des professionnels à Saint-Sulpice-de-Royan (Zone d'activités de la Queue de l'âne, en direction de Royan).
Les ordures sont ensuite acheminées par camion vers le centre de transfert de Médis, puis, de là, des camions gros porteurs les acheminent vers le centre d'enfouissement de Clérac.

## Urbanisme

### Typologie
Au 1er janvier 2024, Le Chay est catégorisée commune rurale à habitat dispersé, selon la nouvelle grille communale de densité à 7 niveaux définie par l'Insee en 2022.
Elle est située hors unité urbaine. Par ailleurs la commune fait partie de l'aire d'attraction de Royan, dont elle est une commune de la couronne,. Cette aire, qui regroupe 26 communes, est catégorisée dans les aires de 50 000 à moins de 200 000 habitants,.

### Occupation des sols
L'occupation des sols de la commune, telle qu'elle ressort de la base de données européenne d’occupation biophysique des sols Corine Land Cover (CLC), est marquée par l'importance des territoires agricoles (94,8 % en 2018), une proportion sensiblement équivalente à celle de 1990 (95,3 %). La répartition détaillée en 2018 est la suivante : 
terres arables (62 %), zones agricoles hétérogènes (17,5 %), prairies (7,8 %), cultures permanentes (7,5 %), zones urbanisées (3,1 %), forêts (2,1 %). L'évolution de l’occupation des sols de la commune et de ses infrastructures peut être observée sur les différentes représentations cartographiques du territoire : la carte de Cassini (XVIIIe siècle), la carte d'état-major (1820-1866) et les cartes ou photos aériennes de l'IGN pour la période actuelle (1950 à aujourd'hui).

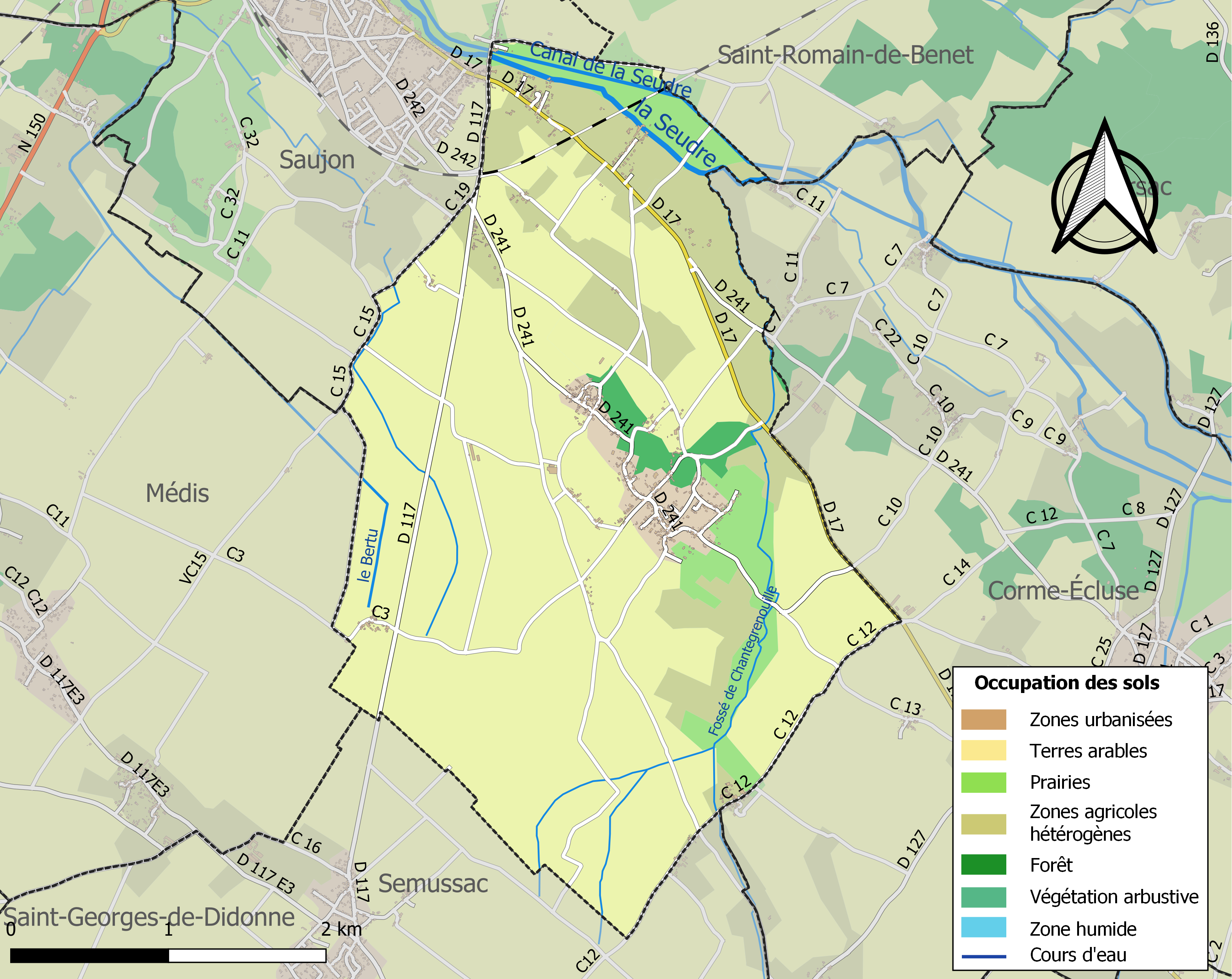
Carte des infrastructures et de l'occupation des sols de la commune en 2018 (CLC).

### Risques majeurs
Le territoire de la commune du Chay est vulnérable à différents aléas naturels : météorologiques (tempête, orage, neige, grand froid, canicule ou sécheresse), inondations, mouvements de terrains et séisme (sismicité faible). Il est également exposé à un risque technologique,  le transport de matières dangereuses. Un site publié par le BRGM permet d'évaluer simplement et rapidement les risques d'un bien localisé soit par son adresse soit par le numéro de sa parcelle.

#### Risques naturels
Certaines parties du territoire communal sont susceptibles d’être affectées par le risque d’inondation par débordement de cours d'eau, notamment la Seudre et . La commune a été reconnue en état de catastrophe naturelle au titre des dommages causés par les inondations et coulées de boue survenues en 1982, 1993, 1999, 2010, 2014 et 2021,.

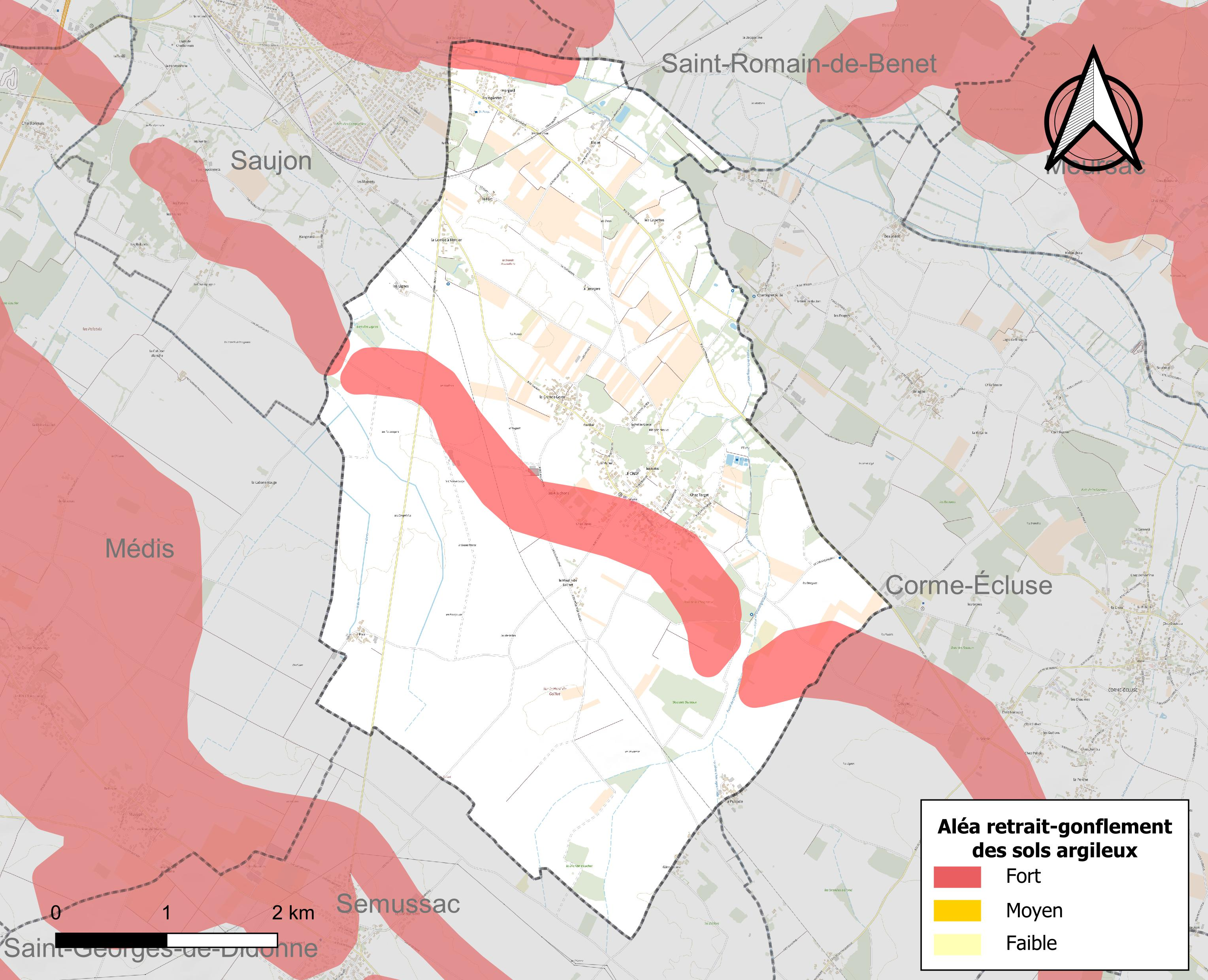
Carte des zones d'aléa retrait-gonflement des sols argileux du Chay.

Les mouvements de terrains susceptibles de se produire sur la commune sont des tassements différentiels.
Le retrait-gonflement des sols argileux est susceptible d'engendrer des dommages importants aux bâtiments en cas d’alternance de périodes de sécheresse et de pluie. 12,5 % de la superficie communale est en aléa moyen ou fort (54,2 % au niveau départemental et 48,5 % au niveau national). Sur les 402 bâtiments dénombrés sur la commune en 2019,  76 sont en aléa moyen ou fort, soit 19 %, à comparer aux 57 % au niveau départemental et 54 % au niveau national. Une cartographie de l'exposition du territoire national au retrait gonflement des sols argileux est disponible sur le site du BRGM,.
Par ailleurs, afin de mieux appréhender le risque d’affaissement de terrain, l'inventaire national des cavités souterraines permet de localiser celles situées sur la commune.
Concernant les mouvements de terrains, la commune a été reconnue en état de catastrophe naturelle au titre des dommages causés par la sécheresse en 2003 et par des mouvements de terrain en 1999 et 2010.

#### Risques technologiques
Le risque de transport de matières dangereuses sur la commune est lié à sa traversée par une ou des infrastructures routières ou ferroviaires importantes ou la présence d'une canalisation de transport d'hydrocarbures. Un accident se produisant sur de telles infrastructures est susceptible d’avoir des effets graves sur les biens, les personnes ou l'environnement, selon la nature du matériau transporté. Des dispositions d’urbanisme peuvent être préconisées en conséquence.

## Économie

### Entreprises et commerces
Le Chay est au cœur d'un bassin d'emploi particulièrement attractif, la zone d'emploi de Royan (issue de la partition de l'ancienne zone d'emploi Saintonge maritime, qui regroupait de nombreuses communes du Pays Rochefortais, du Pays Marennes-Oléron et du pays royannais), forte de 27 753 emplois en 2008. La zone d'emploi de Royan est, avec celle de La Rochelle, la plus dynamique de la région Poitou-Charentes, toutes deux profitant « d'un tissu économique et d'une démographie dynamiques » (Insee). La croissance y est particulièrement soutenue, du fait du développement des activités tertiaires.
Pour autant, la commune ne conserve plus de commerces de proximité, si ce n'est une boulangerie. Une auberge y est également implantée. Le Chay accueille également quelques artisans. Les commerces les plus proches sont situés à Saujon et Semussac; la ville voisine de Royan accueille plusieurs centres commerciaux et zones d'activité.

## Toponymie
Le nom de la commune vient probablement de chai (mot d'origine gauloise).
On trouve, dans la commune les villages et lieux-dits suivants (selon la carte IGN au 1/25000 1432 est) : Cazillac, chemin les Doux, chez David, chez Target, la Combe à Mercier, la Grande Gorce, la Grande Roussellerie, la Petite Gorce, la Puisade, la Terragère, l’Étang, le Bois de la Chagnasse, le Bois des Bureaux, le Bois des Lignes, le Carrefour de Gaillot, le Chemin Large, le Fort, le Grand Terrat, le Moulin du Temple, le Fort, le Moulin de Luchet, le Muguet, le Murier, le Pérat Vigé, les Alluchons, les Bétis, les Bodines, les Cargnioles, les Creux, les Dougnes, les Lignes, les Margoullis, les Merlettes, les Rentes, les Toussegers, Pompierre, Riolet, Maison Neuve, Morgard, Sur le Haut de Gaillot.
Plusieurs toponymes contiennent des noms d'individu ou de famille : David, Gaillot, Luchet, Mercier, Target, Vigé.
D'autres comportent des noms de végétaux : carniole (nom local du pleurotus eryngii), chagnasse (chênaie), gorce  (le mot gorce vient du gaulois gortia ou gorcia, qui signifie « buisson épineux », muguet de mai, mûrier (nom local de la ronce commune).
D'autres sont relatifs à la situation du lieu ou à ses caractéristiques : bois, creux, combe, haut, maison neuve, Morgard (le mot Morgard est vraisemblablement une graphie de Mauregard, qui signifie « mauvaise vue, mauvaise situation »), pérat (« champ empierré »), terrat (« terrain en surplomb »).
D'autres désignent une construction humaine : maison neuve, moulin, pont de pierre (Pompierre), borne de limite de champs (« bodine » en ancien français) ou bien menhir, puits (la Puisade).
D'autres enfin se rapportent à des voies de communication : chemin, carrefour, pont.
Plusieurs mots d'origine occitane montrent que la limite des dialectes de langue d'oc était située autrefois beaucoup plus au nord : pérat, puisade, terrat.

## Histoire
L'archéologie aérienne a permis de découvrir sur le point culminant de la commune, dans le lieu dit du Haut Gaillot, des traces de fossés et d'aires circulaires protohistoriques.
Sous l'Ancien Régime, le Chay faisait partie du gouvernement de Brouage (selon Charente-Maritime, l'art et la nature de ses 472 communes, Michel de la Torre, Nathan, 1985).
En 1790, la paroisse des Lignes-et-l'Hercé, trop peu peuplée, n'obtient pas le statut de commune et est rattachée à la commune du Chai. En 1801, Le Chai est rebaptisé Le Chay.

## Politique et administration

### Administration municipale
De 1789 à 1799, en vertu de la loi du 14 décembre 1789, les agents municipaux (maires) sont élus au suffrage direct pour deux ans et rééligibles, par les citoyens actifs de la commune âgés d'au moins 25 ans, contribuables payant une contribution au moins égale à trois journées de travail dans la commune. Sont éligibles ceux qui paient un impôt équivalent au moins à dix journées de travail.
De 1799 à 1848, La constitution du 22 frimaire an VIII (13 décembre 1799) revient sur l’élection du maire, les maires sont nommés par le préfet pour les communes de moins de 5 000 habitants. La Restauration instaure la nomination des maires et des conseillers municipaux. Après les lois organiques 1831, les maires sont nommés (par le roi pour les communes de plus de 3 000 habitants, par le préfet pour les plus petites), mais les conseillers municipaux sont élus au suffrage censitaire pour six ans.
Du 3 juillet 1848 à 1851, les maires sont élus par le conseil municipal pour les communes de moins de 6 000 habitants.
De 1851 à 1871, les maires sont nommés par le préfet, pour les communes de moins de 3 000 habitants et pour 5 ans à partir de 1855. Après 1871, les maires sont de nouveau élus, sauf dans les chefs-lieux (de départements, d'arrondissements ou de cantons).
Ce n'est que le 28 mars 1882, qu'une loi sur l’organisation municipale (encore en vigueur) est votée, et qui régit le principe de l'élection du maire et des adjoints par le conseil municipal, quelle que soit l'importance de la commune (sauf pour Paris). La loi du 5 avril 1884 fixe le mandat à quatre ans, durée portée le 10 avril 1929 à six ans.
La commune ayant moins de 3 500 habitants l'élection des conseillers municipaux est au scrutin majoritaire plurinominal à deux tours, avec panachage : 
- au premier tour, des candidats sont élus s'ils ont obtenu la majorité absolue et le vote d'au moins le quart des électeurs inscrits[41] ;
- au second tour, la majorité relative suffit. Les listes ne sont pas obligatoires. Les suffrages sont comptabilisés individuellement, et le panachage est autorisé.

De par sa taille, la commune dispose d'un conseil municipal de 15 membres (article L2121-2 du Code général des collectivités territoriales).

### Liste des maires
| Période                                  | Période  | Identité                          | Étiquette | Qualité                 |
| ---------------------------------------- | -------- | --------------------------------- | --------- | ----------------------- |
| 1793                                     | An II    | Pierre Lapouge                    |           | Curé et Officier Public |
| An II                                    | An VII   | Jean Artaud                       |           | Officier Public         |
| An VII                                   | An XIII  | Sébastien Théodore Delany         |           | Officier Public         |
| 1792                                     | 1807     | Jean François Lamotte             |           | 01 MAIRE                |
| 1808                                     | 1810     | Joseph Bernard de Bouët du Portal |           | 02 MAIRE                |
| 1810                                     | 1839     | Sébastien Théodore Delany         |           | 03 MAIRE                |
| 1839                                     | 1871     | Louis Alexis Gaboriaud            |           | 04 MAIRE                |
| 1871                                     | 1879     | Victor Berthelot                  |           | 05 MAIRE                |
| 1881                                     | 1886     | Jean Louis Pain                   |           | 06 MAIRE                |
| 1886                                     | 1888     | Paulin Picoulet                   |           | 07 MAIRE                |
| 1888                                     | 1892     | Jean Curaudeau                    |           | 08 MAIRE                |
| 1892                                     | 1897     | Pierre Louis Paulin Picoulet      |           | 09 MAIRE                |
| 1897                                     | 1904     | François Paulais                  |           | 10 MAIRE                |
| 1904                                     | 1940     | François Xavier Viaud             |           | 11 MAIRE ( 36 Ans )     |
| 1940                                     | 1942     | Georges Guillon                   |           | 12 MAIRE                |
| 1942                                     | 1944     | Alcide Volette                    |           | 13 MAIRE                |
| 1945                                     | 1971     | Maurice Rembert                   |           | 14 MAIRE                |
| 1971                                     | 1977     | Henry Roy                         |           | 15 MAIRE                |
| 1977                                     | 1983     | Yves Paulais                      |           | 16 MAIRE                |
| 1983                                     | 1988     | Christian Wessels                 |           | 17 MAIRE                |
| 1988                                     | 1990     | Robert Chapuis                    |           | 18 MAIRE                |
| 1991                                     | 1995     | James Héraud                      |           | 19 MAIRE                |
| 1995                                     | 2001     | Michelle Delhaye                  |           | 20 MAIRE                |
| 2001                                     | 2005     | James Gallois                     |           | 21 MAIRE                |
| 2005                                     | 2014     | Anne-Marie Masse                  |           | 22 MAIRE                |
| 2014                                     | En cours | Thierry Saintlos                  |           | 23 MAIRE                |
| Les données manquantes sont à compléter. |          |                                   |           |                         |

### Région
À la suite de la réforme administrative de 2014 ramenant le nombre de régions de France métropolitaine de 22 à 13, la commune appartient depuis le 1er janvier 2016 à la région Nouvelle-Aquitaine, dont la capitale est Bordeaux. De 1972 au 31 décembre 2015, elle a appartenu à la région Poitou-Charentes, dont le chef-lieu était Poitiers.

### Canton
Le Chay est une des treize communes du canton de Saujon, dont elle est, en 2010, la septième commune la plus peuplée.

### Intercommunalité
Le Chay est une des 33 communes de la Communauté d'agglomération Royan Atlantique, structure intercommunale centrée sur Royan.

### Instances judiciaires
Le Chay dépend du tribunal d'instance, du tribunal de grande instance, du tribunal pour enfants et du conseil de prud'hommes de Saintes, du tribunal administratif et de la cour d'appel de Poitiers. La cour administrative d'appel est à Bordeaux

### Fiscalité locale
| Taxe                                                | part communale | Part intercommunale | Part départementale | Part régionale |
| --------------------------------------------------- | -------------- | ------------------- | ------------------- | -------------- |
| Taxe d'habitation (TH)                              | 8.00 %         | 7.72 %              | 0.00 %              | 0.00 %         |
| Taxe foncière sur les propriétés bâties (TFPB)      | 20.25 %        | 0.00 %              | 21.50%              | 3.32 %         |
| Taxe foncière sur les propriétés non bâties (TFPNB) | 52.86 %        | 0.00 %              | 29.17 %             | 8.63 %         |
| Cotisation foncière des entreprises (CFE)           | 0.00 %         | 22.54 %             | 0.00 %              | 0.00 %         |

La part régionale de la taxe d'habitation n'est pas applicable.
La taxe professionnelle est remplacée en 2010 par la cotisation foncière des entreprises (CFE) portant sur la valeur locative des biens immobiliers et par la contribution sur la valeur ajoutée des entreprises (CVAE) (les deux formant la contribution économique territoriale (CET) qui est un impôt local instauré par la loi de finances pour 2010).

## Population et société

### Démographie

#### Évolution démographique
L'évolution du nombre d'habitants est connue à travers les recensements de la population effectués dans la commune depuis 1793. Pour les communes de moins de 10 000 habitants, une enquête de recensement portant sur toute la population est réalisée tous les cinq ans, les populations de référence des années intermédiaires étant quant à elles estimées par interpolation ou extrapolation. Pour la commune, le premier recensement exhaustif entrant dans le cadre du nouveau dispositif a été réalisé en 2006.

En 2022, la commune comptait 836 habitants, en évolution de +9,28 % par rapport à 2016 (Charente-Maritime : +4,04 %, France hors Mayotte : +2,11 %).
| 1793 | 1800 | 1806 | 1821 | 1831 | 1836 | 1841 | 1846 | 1851 |
| ---- | ---- | ---- | ---- | ---- | ---- | ---- | ---- | ---- |
| 302  | 535  | 481  | 366  | 549  | 526  | 507  | 518  | 534  |

| 1856 | 1861 | 1866 | 1872 | 1876 | 1881 | 1886 | 1891 | 1896 |
| ---- | ---- | ---- | ---- | ---- | ---- | ---- | ---- | ---- |
| 568  | 600  | 586  | 553  | 544  | 541  | 503  | 464  | 460  |

| 1901 | 1906 | 1911 | 1921 | 1926 | 1931 | 1936 | 1946 | 1954 |
| ---- | ---- | ---- | ---- | ---- | ---- | ---- | ---- | ---- |
| 492  | 504  | 447  | 450  | 446  | 437  | 406  | 385  | 413  |

| 1962 | 1968 | 1975 | 1982 | 1990 | 1999 | 2006 | 2011 | 2016 |
| ---- | ---- | ---- | ---- | ---- | ---- | ---- | ---- | ---- |
| 392  | 387  | 374  | 450  | 529  | 562  | 700  | 728  | 765  |

| 2021 | 2022 | - | - | - | - | - | - | - |
| ---- | ---- | - | - | - | - | - | - | - |
| 817  | 836  | - | - | - | - | - | - | - |

#### Pyramide des âges
La population de la commune est relativement âgée.
En 2018, le taux de personnes d'un âge inférieur à 30 ans s'élève à 27,2 %, soit en dessous de la moyenne départementale (29 %). À l'inverse, le taux de personnes d'âge supérieur à 60 ans est de 34,3 % la même année, alors qu'il est de 34,9 % au niveau départemental.
En 2018, la commune comptait 376 hommes pour 391 femmes, soit un taux de 50,98 % de femmes, légèrement inférieur au taux départemental (52,15 %).
Les pyramides des âges de la commune et du département s'établissent comme suit.
| Hommes | Classe d’âge | Femmes |
| ------ | ------------ | ------ |
| 0,3    | 90 ou +      | 1,0    |
| 9,6    | 75-89 ans    | 9,3    |
| 22,6   | 60-74 ans    | 25,6   |
| 22,7   | 45-59 ans    | 23,3   |
| 15,8   | 30-44 ans    | 15,3   |
| 11,6   | 15-29 ans    | 11,9   |
| 17,5   | 0-14 ans     | 13,6   |

| Hommes | Classe d’âge | Femmes |
| ------ | ------------ | ------ |
| 1,1    | 90 ou +      | 2,6    |
| 10,1   | 75-89 ans    | 12,6   |
| 22     | 60-74 ans    | 23,2   |
| 20,1   | 45-59 ans    | 19,7   |
| 16,1   | 30-44 ans    | 15,6   |
| 15,2   | 15-29 ans    | 12,7   |
| 15,4   | 0-14 ans     | 13,6   |

### Enseignement
Le Chay dépend de l'académie de Poitiers. La commune dispose d'une petite école élémentaire publique dont les effectifs sont de 66 élèves (année scolaire 2012-2013).
Les élèves du second cycle sont dirigés vers le collège André Albert de Saujon, Le Chay appartenant au secteur scolaire de cette ville. Cet établissement dispose d'un centre de documentation et d'information (CDI), d'une salle informatique, d'un foyer proposant des activités périscolaires et d'un restaurant scolaire.
Les lycées les plus proches sont situés à Royan, principale agglomération des environs.
Le réseau de transports urbains Cara'Bus est chargé du transport des élèves. La ligne 23 permet de rejoindre Saujon (station Richelieu, à proximité du collège). La ligne 110 permet de rejoindre le lycée Cordouan, à Royan, via six stations : Pompierre, Morgard, Riolet, Le Chay-Mairie, Moulin de Luchet et L'Erce.

### Santé et sécurité
La commune ne dispose pas de cabinet de médecine généraliste, mais uniquement d'un cabinet d'infirmiers. Les villes voisines de Saujon et de Royan offrent une palette de soin plus étendue, avec la présence de nombreux spécialistes, d'un centre hospitalier disposant d'un service d'urgences et de deux cliniques privées à Royan. La pharmacie la plus proche est à Saujon.
La sécurité des biens et des personnes est assurée par la gendarmerie de Saujon. Cette ville accueille également un centre de secours des sapeurs-pompiers, tout comme la commune voisine de Cozes.

### Médias

#### Télévision
L'émetteur de Niort-Maisonnay permet la réception des 18 chaînes gratuites de la télévision numérique terrestre (TNT) dans l'ensemble de la commune, dont le décrochage local de France 3 Poitou-Charentes. Le 31 mai 2009, cet émetteur de forte puissance a débuté la diffusion d'un nouveau multiplex, permettant la réception des premières émissions de télévision haute définition (HD)

#### Radio
La plupart des radios nationales présentes dans le département peuvent être écoutées dans la commune. Les informations départementales sont relayées par la station de radio publique France Bleu La Rochelle. Les stations de radio locales pouvant être écoutées dans la commune sont principalement Demoiselle FM (généraliste, émettant depuis Rochefort, et disposant de studios à Saint-Georges-de-Didonne), Terre Marine FM (généraliste, émettant depuis Fouras), Mixx radio (techno, dance et musiques électroniques, émettant depuis Cognac et reprise par le réémetteur de Saintes), et RCF Accords Charente-Maritime (religieuse, émettant depuis La Rochelle).

#### Presse
La presse locale est représentée par le quotidien Sud Ouest, dont le siège est à Bordeaux, et qui dispose d'une rédaction locale à Royan.

#### Internet haut débit
Deux répartiteurs téléphoniques sont implantés dans les communes voisines de    Saujon et de Semussac. Ils couvrent chacun une partie du territoire communal. En 2013, ils sont dégroupés par plusieurs opérateurs alternatifs. Celui de Saujon est dégroupé par SFR, Free et Bouygues Telecom, en plus de l'opérateur historique, Orange. Celui de Semussac n'est pas encore dégroupé par Free. ADSL, ADSL2+, Re-ADSL 2 et la télévision par ADSL sont disponibles dans la commune.

### Cultes
Le Chay appartient au diocèse catholique de La Rochelle et Saintes, lui-même subdivision de la province ecclésiastique de Poitiers depuis 2002 (de la province ecclésiastique de Bordeaux avant cette date) et au doyenné de Royan. La paroisse est comprise dans le secteur pastoral Sainte-Marie en Saintonge, centré sur Saujon. La fête paroissiale est le 11 novembre.

## Culture locale et patrimoine

### Lieux et monuments

#### Église Saint-Martin
L'église Saint-Martin est relativement récente, et ne date que du début du XIXe siècle. L'ancienne église médiévale, de style roman, est saccagée et incendiée par les Huguenots en 1571, pendant les Guerres de religion. Faute de moyens financiers suffisants, elle n'est pas relevée et c'est dans une simple salle, aménagée de façon sommaire, que sont célébrés les offices. Victime du poids des ans et de dégradations pendant la période révolutionnaire, elle est considérée comme trop vétuste au début du XIXe siècle. C'est alors qu'est prise la décision de bâtir l'édifice actuel, qui voit le jour à partir de 1808. En 1841, à la suite d'une souscription, deux chapelles latérales (faux transept) sont ajoutées. L'église est achevée en 1847.
Située près du cimetière (qui conserve quelques pierres tombales remarquables, certaines contemporaines de la construction de l'église), elle se distingue par sa grande sobriété. La façade, d'inspiration classique, percée d'un oculus, n'est pas sans rappeler certains temples protestants des environs (Saujon, Breuillet). Elle est surmontée d'un petit campanile abritant deux cloches. La nef unique, voûtée en anse de panier, se prolonge par une abside en hémicycle couverte d'un lambris scandé de pilastres en bois, restauré au cours des années 2000. Le plafond y est entièrement peint. Deux baies en plein cintre accueillent des vitraux représentant saint Joseph et saint Martin, patron de la paroisse. Les deux chapelles latérales, elles aussi en hémicycle, sont ornées d'un décor peint d'inspiration médiévale.

#### Logis de Luchet
Comptant parmi les plus anciens bâtiments de la commune, ce logis noble trouve ses origines au XVIe siècle, mais a été considérablement remanié au XVIIIe siècle. Appartenant à l'origine à la famille de Luchet, propriétaire de la seigneurie du Chai, il passe ensuite à la famille de Bouet du Portal à la suite du mariage d'Aimée de Luchet avec François de Bouet du Portal au XVIIIe siècle. Des travaux importants sont menés à cette époque (reprise de la façade, modernisation des intérieurs, nivellement du sol...).

#### Souterrains-refuges
Existence de souterrains-refuges (selon Charente-Maritime, l'art et la nature de ses 472 communes, Michel de la Torre, Nathan, 1985).

### Patrimoine culturel

#### Langue saintongeaise

Aire linguistique du saintongeais.

La commune est située dans l'aire linguistique du saintongeais, un dialecte faisant partie de la famille des langues d’oïl, branche des langues romanes, qui comprend également le français, l’angevin le picard et le poitevin avec lequel il est souvent regroupé dans un domaine plus vaste, le poitevin-saintongeais.
Le saintongeais (saintonjhais) est la langue vernaculaire parlée en Saintonge ainsi que dans une partie de l'Aunis, de l'Angoumois, mais aussi dans quelques enclaves de Guyenne (Pays Gabay ou Grande Gavacherie, Petite Gavacherie autour de Monségur dans l'Entre-deux-Mers et enclave du Verdon, en Médoc). On l’appelle parfois aussi le charentais ou encore le patois charentais. Les locuteurs sont dits patoisants.
Le saintongeais a fortement influencé l’acadien et en conséquence, par ricochet, le cadien ; quant au québécois, il a été influencé par les parlers tels que le normand, le francien et le saintongeais.
La langue saintongeaise présente de nombreux traits communs avec des langues telles que le cadien ou l'acadien, ce qui s'explique par les origines saintongeaises d'une partie des émigrants vers la Nouvelle-France au XVIIe siècle.

#### Gastronomie
La gastronomie saintongeaise est principalement axée sur trois types de produits : les produits de la terre, les produits de la mer et les produits de la vigne.
Les préparations à base de viande de porc occupent une place prépondérante dans la cuisine régionale : ainsi des gratons ou des grillons, sortes de rillettes à base de viandes rissolées et confites dans leur graisse, du gigorit (ou gigourit), un civet mêlant sang, gorge, foie et oignons, ou de la sauce de pire, à base de fressure, d'oignons et de vin blanc de pays.

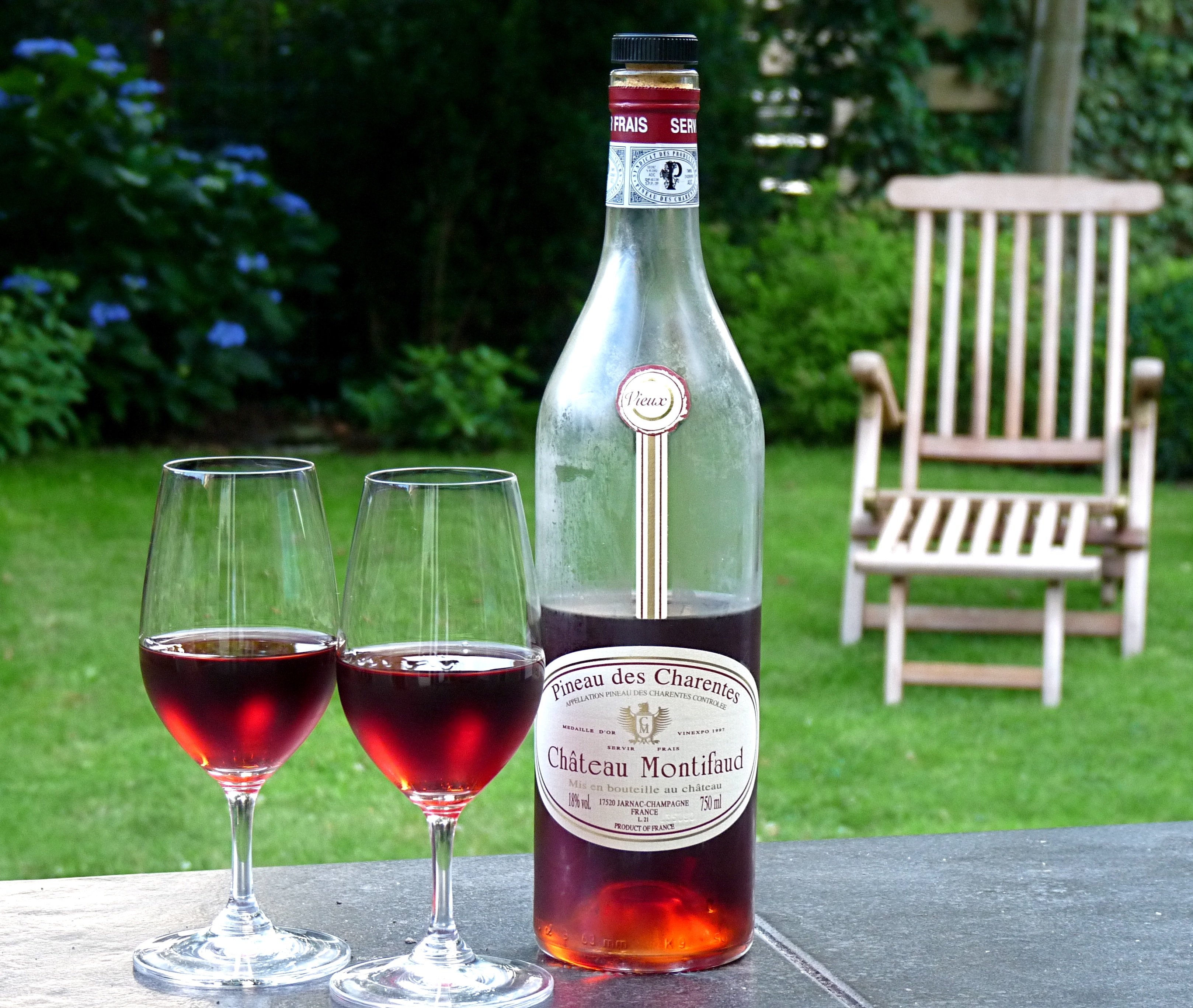
Le pineau des Charentes est un vin de liqueur produit traditionnellement dans la région.

La cuisine saintongeaise intègre tout naturellement de nombreuses recettes à base de « cagouilles », le nom local de l'escargot petit-gris. Animal tutélaire de la Saintonge, il est notamment cuisiné « à la charentaise », c'est-à-dire cuit dans un court-bouillon agrémenté de vin blanc, d'ail et de mie de pain.
Parmi les autres spécialités locales, il convient de noter également les pibales (alevins d'anguille pêchés dans la Gironde, spécialité de Mortagne et de Blaye), les sardines de Royan, les « thyeusses de gueurnouilles » (cuisses de grenouilles), la « sanglette », une galette préparée à base de sang de poulet et d'oignons cuits, le farci saintongeais (variante du farci poitevin), le lapin au pineau, le foie gras ou encore les confits. La grande spécialité de la presqu'île d'Arvert est cependant l'huître de Marennes-Oléron, de renommée internationale.
Les desserts traditionnels sont issus de la cuisine paysanne : millas (gâteau à la farine de maïs, qu'on retrouve dans une grande partie du sud-ouest de la France), galette charentaise, au beurre Charentes-Poitou, ou encore merveilles (beignets).
Les vignes de la région servent à la confection d'eaux-de-vie réputées, telles que le pineau des Charentes et plus encore, le cognac. La commune du Chay est ainsi intégralement située dans la zone de production des « bons bois ».

## Personnalités liées à la commune
- Nicolas Giraud (1978 -), acteur français, y a passé son enfance.
- Anatole-Eugène Hillairet, artiste-peintre  impressionniste, né à Le Chay (Pompierre) le 22 novembre 1872, mort le 20 juin 1928 à Paris.